# Paedophryne amauensis
Paedophryne amauensis Rittmeyer et al., 2012 è una rana della famiglia Microhylidae, endemica della Papua Nuova Guinea, scoperta nell'agosto 2009 e caratterizzata formalmente nel gennaio 2012, attraverso una pubblicazione sulla rivista scientifica PLoS ONE, che con i suoi 7,7 mm di lunghezza risulta essere il vertebrato più piccolo finora scoperto.
La rana fu scoperta da un erpetologo dell'Università della Louisiana, Cristopher Austin e da uno studente Eric Rittmeyer durante una spedizione per studiare la biodiversità in Papua Nuova Guinea..
La caratterizzazione ufficiale è avvenuta contemporaneamente a quella di un'altra minuscola rana, la Paedophryne swiftorum scoperta sempre in Papua Nuova Guinea, che misura circa 8,6 mm.

## Descrizione

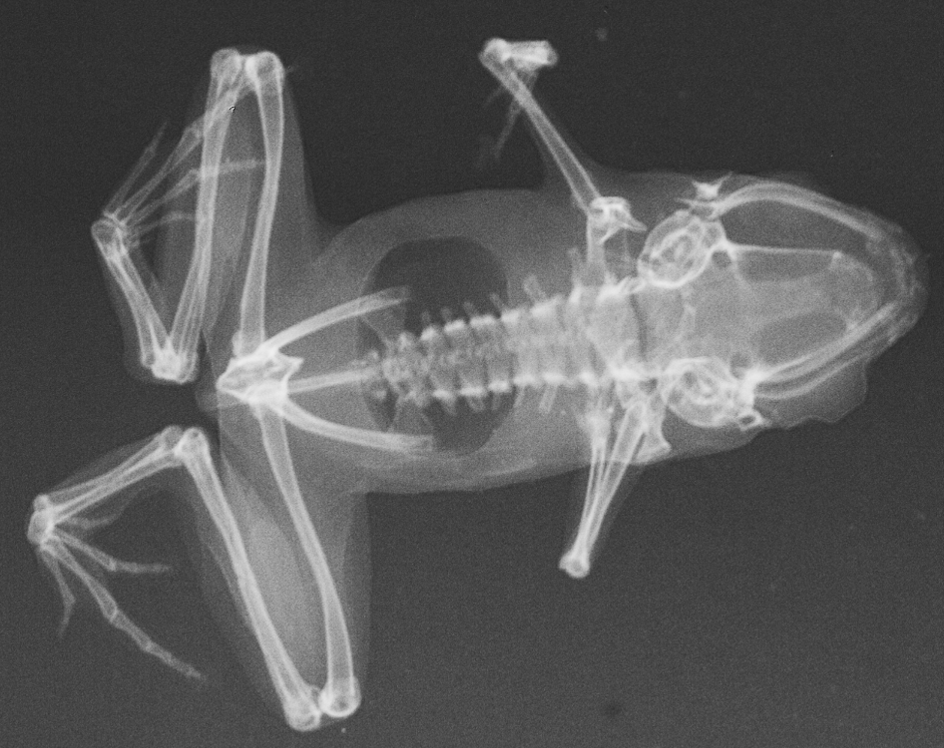
Immagine ai raggi X di paratipo di Paedophryne amauensis

Paedophryne amauensis con i suoi 7,7 mm di lunghezza è il vertebrato più piccolo al mondo, superando di soli 2 mm il precedente primato di un pesce, il Paedocypris progenetica endemico dell'Indonesia. Lo scheletro è decisamente ridotto, è formato infatti da sette vertebre presacrali. 

## Biologia
Il ciclo vitale non include alcuno stadio larvale; in questa specie infatti, dopo la schiusa delle uova, si ottengono degli adulti in miniatura. Gli adulti sono crepuscolari e si nutrono di piccoli invertebrati. Sono in grado di saltare 30 volte la lunghezza del loro corpo.

## Distribuzione e habitat
Così come tutte le specie di Paedophryne vive tra le foglie caduche in foreste tropicali. La nuova specie è endemica della Papua Nuova Guinea così come le altre sei specie appartenenti al genere Paedophryne; in particolare è stata trovata vicino al villaggio di Amau, nella Provincia centrale, dal quale poi ha preso il nome amauensis.